# ダグラス・オーヴァトン
ダグラス・オーヴァトン（ドウグラス・オーヴァトン、オーバトン、オーバートン、オバトン、Douglas William Overton、1915年 - 没年不詳）は、米国聖公会のアメリカ人宣教師、教育者、外交官。立教大学名誉教授。立教大学図書館館長も務め、戦後は在日米国領事館で副領事を務めた。立教大学名誉博士号授与者、日本協会専務理事。

## 人物・経歴
1915年、米国ニューヨーク生まれ。ハーバード大学で日本史を学んだ。
1936年に来日し、立教大学教授に就任。大学図書館館長であったハロルド・スパックマンとともに、蔵書の拡充に務めた。
1939年から1941年まで、立教大学図書館の第2代館長を務めるが、日米関係の悪化に伴い、開戦の直前の1941年に帰国。
戦後、再び来日し、米国領事館副領事として横浜・東京に勤務する。日米関係の著書もあり知日家として知られる。
1947年には立教大学図書館の名誉館長となった。戦争直後の立教大学図書館の改装に尽力し、三洋商会会長・森伝次郎に援助を要請して改装費の寄付を得ることに成功し、内装を新たに図書館を再出発させた。
その後、米国に帰国。ニューヨークに居住し、1956年（昭和31年）には、ジャパン・ソサエティー理事を務めている。同年、立教大学教授でフルブライトリサーチスカラーとして訪米していた杉木喬と交流し、デューク大学で政治学を教えるブライバンディ教授への紹介状を書くなど、サポートを行っている。
1964年3月25日には、立教大学名誉博士号が授与された。

## 主な著書
- 『アメリカ政治思想の系譜』ダグラス・W.オーヴァトン著 立教大学アメリカ研究所訳 潮書房 1950
- 『Travel in Japan : an introductory guide』Douglas W. Overton, Japan Society, 1961年
- 『An introduction to Japan』by Herschel Webb ; under the direction of Hugh Borton and Douglas W. Overton, Columbia University Press, 1955年